# 機動戰艦 The prince of darkness
《機動戰艦 The prince of darkness》（機動戦艦ナデシコ -The prince of darkness-）是在1998年8月8日上映的科幻動畫電影，電視動畫《機動戰艦》的後續作品。臺灣由木棉花國際代理發售正體中文版。

## 人物
星野琉璃（配音員：南央美）
劇場版故事開始時已16歲，是聯合宇宙軍史上最年輕少校，並成為戰艦「撫子B」艦長。和以前相比，面容顯得稍為寬容，而且開始浮現出一般人的喜怒哀樂表情。心裡依然懷念以前撫子的一切，尤其是「他」……。故事開始時，她被宇宙軍任命，往殖民星「天照」追查和「葫蘆計劃」有關的研究地神秘遇襲的事。現在的琉璃，已以「電子妖精」、「史上最年輕美少女艦長」等名號而聞名於世。
天河明人（配音員：上田祐司、葉三陽（台灣））
劇場版故事開始時23歲，木連之戰結束後不久便和百合香結婚，但在新婚旅行中遭遇太空船意外而宣告死亡；但其實是被一個神秘組織「火星的後繼者」俘虜，並成為他們的實驗體，弄至味覺等多種感官幾近全失，最後被尼爾加秘密行動組救出。在劇場版中作為拯救百合香的「王子」，他披上黑衣，成為一個面容冷漠、從地獄深淵而來的復仇鬼；這便是標題“the prince of darkness”的由來。
御統百合香（由利佳）（配音員：桑島法子）
劇場版故事開始時25歲，和明人的新婚旅行事故中同樣宣告死亡；但其實亦是被「火星的後繼者」所擒，並以最新技術把她和遺跡結合在一起，以「人型翻譯機」的姿態沉睡於其中，把玻色子跳躍的影像傳入遺跡中心。不像明人，今次的實驗成功了，而她的腦和感官均安然無恙。
拉碧絲·勒蘇里（Rapisu Razuri，配音員：仲間由紀惠）
和琉璃类似、尼路加又一个用遗传子操作培育的IFS操控少女。在年前被「火星的后继者」虏去成为实验品而成为苍白无表情面貌，现和明人一起行动，支援着失去感觉的明人，并是战舰「休查利斯」的驾驶者。

## 術語
IFS
IFS（Image Feedback System）是指一個把人的思想直接傳遞至電腦系統來操縱戰艦和機械人的系統，而使用者必須在身體注入如微生物大小的生體機器"Nano- machine"。雖然這些機器對人體不會有害，不過人類本能上總會抗拒把一大堆小型機器注入自己體內吧，所以目前地球聯合中正開發不須用IFS來操縱的新機種。
一人一戰艦計劃（One-man operation system）
撫子時代的戰艦，要維持整艘艦的運作必須有一大班人操控艦上每一部份，不過尼爾加重工開發的「一人一戰艦計劃」就把系統強化至只須一人便可完善地操作整艘艦。尼爾加重工的NS-955B 撫子B便是一艘為測試這個系統而建的戰艦，而跟著的和NS-966C 撫子C便可說是此計劃的完成品。
宇宙軍和統合軍
「地球聯合宇宙軍」（United Earth Spacy）便是活躍於蜥蜴戰爭時代的地球軍隊。戰後，新地球聯合成立，並和木連同組成「地球聯合統合平和維持軍」（Joint Peace Keeping Force, JF），簡稱統合軍。在那之後，原宇宙軍的規模不斷縮小和漸被統合軍吸收，雙方互有點敵視對方。故事中琉璃等是屬宇宙軍，涼子則是屬統合軍。
思兼（Omoikane）
原屬撫子的主電腦，有著「自我」意識的感情回路，和琉璃是摯友。後被移殖至撫子B（ナデシコB）與撫子C（ナデシコC）上。
日本宇宙航空（Japan All Space Line, JASL）
撫子C獨立部隊成員飛向月球時所乘的穿梭機的提供者，名字方面是改自現實世界中的日本航空（JAL）。
玻色子跳躍的危機
由於玻色子跳躍有時空轉移的力量，所以目前仍是不向大眾公開的秘密，如日後實用化後，將可能有人回到過去而造成改變過往歷史，為全人類的政治、社會、生活帶來難以估計的影響。熱血的正義漢草壁感到此一危機，因而想把這技術獨佔手上，由自己來管理，這就是「火星的後繼者」的根本目標。
葫蘆計畫（Hisago Plan）
簡單來說就是在太陽系內建立玻色子跳躍航線的計劃，完成後艦隻可快速穿梭太陽系各處。具體進行方法是在太陽系各地建造30個大型Terminal Colony（殖民星站）和無數小型殖民星站，各站中以鬱金香為中心部份，並建立站與站間的航線，而目前宇宙間共有四條大航線，分別稱為「第一螺旋」至「第四螺旋」。
夢之星之旅
這是葫蘆計劃的宣傳口號。在右面那張宣傳海報中的五個女孩便是由惠介紹下加入娛樂圈的保美少女組（Houmei Girls）。她們是這個運動的宣傳女星，並主唱宣傳歌「向你處 star jump!」
明人的食譜
明人交到琉璃手上的烹調法正是他出名的東京醬油風拉麵烹調法，當年他憑此一拉麵得到光一郎允許他和百合香的婚事。
面紅
在今次故事中，琉璃有兩次出現面紅情形：一次是當被稱呼為「電子的妖精」時，另一次則是當伊莉斯向她解說玻色子跳躍時。後一次的面紅應該是因為背後明人和百合香接吻的畫像。
白雪公主
殖民星天照中，遺蹟之前的那道閘門的開啟密碼是「SNOW WHITE」（白雪公主），這是暗指在內的百合香就像昏睡中的白雪公主般在等著王子(天河明人)來救。
鎖匙扣
白鳥雪奈所用的鎖匙扣是動畫《激鋼牙3》的商品，討厭此套動畫的她用此鎖匙扣是代表她對亡兄的懷念。
實際年齡
琉璃在劇場版中的官方年齡是16歲，可是因為撫子曾在TV版第8話時跳往八個月後的時間，故此其實目前琉璃肉體上的實際年齡只是15歲。
視窗的文字
電影中不時出現的各種視窗，視窗中的文字都用了不同字體。其中撫子B、C用的是POP體，統合軍用的是極太明朝體。
天然荔枝
遊戲機中心中光和涼子所玩的格鬥遊戲的女主角，同時她也是人氣動畫《魔女公主天然荔枝》的女主角。惠也曾在此動畫中為一敵方角色配音。另外，天然荔枝的說話是由涼子的聲優橫山智佐配音，她以前也曾為《魔法少女砂沙美》配音。
幻之副題
在企劃之初，本劇場版除了“The prince of darkness”外其實還有一個日語副題：「（機動戰艦- 為了最喜歡的你）」。不過因為此一愛情性的副題對故事中的嚴苛情節並不配合，所以最後沒被採用。

## 主題曲
片尾曲 《Dearest》
作詞：有森聰美／作曲・編曲：大森俊之／主唱：松澤由美

## 參與遊戲
- 超級機器人大戰R
- 超級機器人大戰MX
- 超級機器人大戰W
- 超級機器人大戰V
- 超級機器人大戰T